# Guano Apes
I Guano Apes sono un gruppo musicale rock alternativo/nu metal tedesco, formatosi a Gottinga nel 1993.

## Storia del gruppo

### Gli inizi
La prima formazione sorge nel 1993 a Gottinga, in Germania. È costituita da Henning Rümenapp alla chitarra, Stefan Ude al basso e Dennis Poschwatta alla batteria. Manca ancora un/una frontman che possa dare al gruppo reali possibilità di svilupparsi. Dopo qualche prova insoddisfacente, il trio incontra ad una festa universitaria Sandra Nasić, che ne diventerà la cantante.

### Primi successi
Nel 1996 si mettono in evidenza vincendo il festival Local Heroes, organizzato dall'emittente televisiva VIVA e ottenendo così la possibilità di incidere il loro primo disco. Esce così nel 1997 Proud Like a God, che conquista diversi dischi d'oro e di platino e frutta alla band riconoscimenti come il Comet Award e due Echo all'MTV Europe Music Award. Inoltre nel 1997 il singolo Lords of the Boards viene scelto come colonna sonora ufficiale dei Mondiali di Snowboard in Austria. Il gruppo ottiene una certa notorietà in Italia dopo che il loro brano del 1997 Open Your Eyes viene scelto come colonna sonora di uno spot di un primario gestore di telefonia mobile.
Nel 2000 tornano a farsi sentire con il singolo Big in Japan, cover di un brano degli Alphaville, che è il preludio al nuovo album Don't Give Me Names, prodotto dall'italiano Fabio Trentini. Il secondo lavoro non fa altro che dare conferma delle capacità della band e aprire le porte degli Stati Uniti. I due anni seguenti vengono trascorsi tra esibizioni live e collaborazioni interessanti. Quella con l'attore tedesco Michael Mittermeier per la canzone Kumba Yo! coinvolge l'intera band, quella con gli Apocalyptica, per il loro singolo Path Vol.2, impegna solo Sandra.
Alla fine del 2002 esce il singolo You Can't Stop Me, anticipazione del terzo album, Walking on a Thin Line. Poco dopo l'uscita dell'album, la band parte per un tour europeo che li terrà occupati quasi un anno, ma che porterà, allo scadere di dieci anni di carriera, alla pubblicazione di Live, il loro primo album live, disponibile anche nella versione a tiratura limitata, con un DVD di 80 minuti del concerto di Colonia, e, poco dopo, anche di Planet of the Apes, una raccolta dei loro brani migliori, edita in tre diverse versioni. Si sciolgono ufficialmente il 30 novembre 2004 a causa di divergenze di progetti musicali.

### Dopo lo scioglimento
Il batterista Dennis fonda un'altra band: i Tamoto, con cui ha realizzato l'album Clemenza. Sandra prende una strada solista, sperimentando nuove possibilità più elettroniche. Infatti realizza con T. Raumschmiere un brano dalle forti atmosfere techno, A very loud Lullaby e pubblica The Signal, il suo primo album.

### Il ritorno
Nel 2009 i Guano Apes annunciano il loro ritorno sui palchi di diversi e importanti festival estivi. Dopodiché tornano in studio per registrare Bel Air il successore di Walking on a Thin Line uscito in Italia il 5 aprile 2011, anticipato dal singolo Oh What a Night. L'album viene pubblicato in tre diverse edizioni e anche in un vinile. Nei festival hanno suonato un paio dei pezzi di questo nuovo album. L'album presenta sonorità crossover dove non mancano anche sperimentazioni elettroniche che si discostano marcatemente dai lavori precedenti della band. L'album riesce comunque ad ottenere il disco d'oro. Il 2011 vede la band impegnata in un tour europeo dove vengono presentati i brani contenuti in Bel Air ma anche i vecchi successi. Tuttavia ad Ottobre 2011, la cantante Sandra Nasic riporta alcuni problemi fisici che costringono la band a sospendere il Bel Air tour e a posticipare tutte le date al 2012. Al termine del tour europeo i Guano Apes effettuano numerose performance in molti festival europei. Nel 2013 tornano in studio per registrare il loro quinto album, pubblicato il 2 maggio 2014. Il titolo del nuovo album è Offline e viene preannunciato dal singolo Close to the Sun, pubblicato il 28 febbraio 2014.

## Formazione
- Sandra Nasić - voce
- Henning Rümenapp - chitarra
- Stefan Ude - basso
- Dennis Poschwatta - batteria

## Discografia

### Album in studio
- 1997 - Proud Like a God
- 2000 - Don't Give Me Names
- 2003 - Walking on a Thin Line
- 2011 - Bel Air
- 2014 - Offline
- 2017 - Proud Like a God XX

### Album dal vivo
- 2003 - Live

### Raccolte
- 2004 - Planet of the Apes
- 2006 - Lost (T)apes

## Singoli
- Open Your Eyes (1997)
- Lords of the Boards (1997), solo per promozione radio
- Rain (1998), solo per promozione radio
- Open Your Eyes - Remixe (1998)
- Rain Special Popup Cover Edition (1998)
- Rain (1998)
- Lords of the Boards (1998)
- Don't You Turn Your Back On Me (1999)
- Big in Japan (2000)
- No Speech (2000), solo per promozione radio
- No Speech (2000)
- Living in a Lie (2000)
- Dödel Up (2001)
- You Can't Stop Me (2003)
- Pretty in Scarlet (2003)
- Quietly (2003)
- Break the Line (2004)
- Oh What a Night (2011)
- Sunday Lover (2011)
- This Time (2011)
- When The Ships Arrive (2012)
- Close To The Sun (2014)
- Lose Yourself (2017)

## Video
| Year | Name |
| ---- | --- |
| 1997 | - "Open Your Eyes" |
| 1998 | - "Rain" - "Lords Of The Boards"                                                                                       |
| 1999 | - "Don't You Turn Your Back On Me"                                                                                     |
| 2000 | - "Big In Japan" - "No Speech" - "Living In A Lie" - "Dödel Up"                                                        |
| 2001 | - "Kumba Yo!" |
| 2003 | - "You can't stop me" - "Pretty In Scarlet" - "Quietly"                                                                |
| 2004 | - "Sing that song (live version)" - "Break The Line"                                                                   |
| 2011 | - "Oh What A Night" - "Sunday Lover" - "This Time"                                                                     |
| 2012 | - "When the ships arrive"                                                                                              |
| 2014 | - "Close to the sun" - "Fake"                                                                                          |
| 2017 | - "Open Your Eyes - 2017 version" feat. Danko Jones - "Lose Yourself" - "Rain - 2017 version" - "Suzie - 2017 version" |